# Castleford (Idaho)
Castleford es una ciudad ubicada en el condado de Twin Falls en el estado estadounidense de Idaho. En el año 2010 tenía una población de 226 habitantes y una densidad poblacional de 1.130 personas por km².

## Geografía
Castleford se encuentra ubicado en las coordenadas 42°31′13″N 114°52′19″O / 42.52028, -114.87194. Según la Oficina del Censo, la localidad tiene un área total de 0,2 km² (0,1 mi²), de la cual 0,2 km² (0,1 mi²) es tierra y 0 km² (0 mi²) (0.0%) es agua.

## Demografía
En el 2000 la renta per cápita promedia del hogar era de $22,083, y el ingreso promedio para una familia era de $26,250. En 2000 los hombres tenían un ingreso per cápita de $22,679 contra $16,875 para las mujeres. El ingreso per cápita para la localidad era de $9,046. Alrededor del 35.1% de la población estaba bajo el umbral de pobreza nacional.